# Valter Tuomi
Valter Tuomi (9 de diciembre de 1896 – 21 de abril de 1963) fue un actor y director teatral finlandés.

## Biografía
Su verdadero nombre era Valter Bernhard Bergström, y nació en Helsinki, Finlandia, siendo sus padres Gustav Robert Bergström y Emma Tuominen, los cuales cambiaron en 1906 su apellido por Tuomi. Sus hermanos Arvi, Emmi y Lauri fueron también actores. Además, se dedicaron igualmente a la actuación sus sobrinos Vappu, Sakari, Jussi, Rauli y Liisa. Tuomi participó en la Guerra civil finlandesa formando parte del bando rojo. 
Finalizada la contienda, fue actor en teatros de Kotka, Tampere y Víborg, trabajando después en Helsinki en el Kansan Näyttämö y en el Kaupunginteatteri. Además, también fue director teatral, ocupándose como tal en el Työväen Teatteri de Helsinki así como en diferentes locales rurales y regionales. 
Sin embargo, es más recordado por sus actuaciones cinematográficas en comedias rodadas en los años 1930 y 1940. Destacaron sus papeles en Juurakon Hulda (1937), Aatamin puvussa... ja vähän Eevankin (1940), Elinan surma (1938), Niskavuoren naiset (1938) y Helmikuun manifesti (1939), película en la cual encarnaba a Viacheslav von Pleve, su interpretación más conocida. 
Valter Tuomi falleció en Helsinki en el año 1963. Había estado casado con Eva Järnefelt, con la que tuvo una hija, Marja.

## Filmografía
- 1936 : VMV 6
- 1936 : Taistelu Heikkilän talosta
- 1936 : Tee työ ja opi pelaamaan
- 1937 : Juurakon Hulda
- 1937 : Nuorena nukkunut
- 1938 : Niskavuoren naiset
- 1938 : Elinan surma
- 1939 : Eteenpäin – elämään
- 1939 : Halveksittu
- 1939 : Helmikuun manifesti
- 1939 : Pikku pelimanni
- 1940 : SF-paraati
- 1940 : Poikani pääkonsuli
- 1940 : Aatamin puvussa... ja vähän Eevankin
- 1941 : Viimeinen vieras
- 1941 : Suomisen perhe
- 1949 : Pikku pelimannista viulun kuninkaaksi